# Sékou Touré (futbolista)
|  | No s'ha de confondre amb Ahmed Sékou Touré. |

Sékou Touré   (Bouaké, 1 de maig de 1934 - 2 d'abril de 2003) és un exfutbolista ivorià de la dècada de 1960.
La major part de la seva carrera transcorregué a França on jugà per clubs com Nîmes Olympique, OGC Nice, FC Sochaux, Grenoble, Montpellier HSC i AS Béziers. Fou el màxim golejador del campionat francès la temporada 1961-62 amb 25 gols.